# العلاقات البلجيكية الروسية
العلاقات البلجيكية الروسية هي العلاقات الثنائية التي تجمع بين بلجيكا وروسيا.

## مقارنة بين البلدين
هذه مقارنة عامة ومرجعية للدولتين:
| وجه المقارنة                                              | بلجيكا                                                                              | روسيا                                   |
| --------------------------------------------------------- | ----------------------------------------------------------------------------------- | --------------------------------------- |
| المساحة (كم2)                                             | 30.53 ألف                                                                           | 17.08 مليون                             |
| عدد السكان (نسمة)                                         | 11.37 مليون                                                                         | 146.80 مليون                            |
| الكثافة السكانية (ن./كم²)                                 | 372.42                                                                              | 8.59                                    |
| العاصمة                                                   | بروكسل                                                                              | موسكو                                   |
| اللغة الرسمية                                             | اللغة الهولندية، لغة فرنسية، اللغة الألمانية                                        | اللغة الروسية                           |
| العملة                                                    | يورو، فرنك بلجيكي                                                                   | روبل روسي                               |
| الناتج المحلي الإجمالي (بليون دولار)                      | 492.68 مليار                                                                        | 1.58 تريليون                            |
| الناتج المحلي الإجمالي (تعادل القوة الشرائية) بليون دولار | 514.74 مليار                                                                        | 3.69 تريليون                            |
| الناتج المحلي الإجمالي الاسمي للفرد دولار أمريكي          | 40.32 ألف                                                                           | 9.09 ألف                                |
| الناتج المحلي الإجمالي للفرد دولار أمريكي                 | 43.44 ألف                                                                           |                                         |
| مؤشر التنمية البشرية                                      | 0.890                                                                               | 0.798                                   |
| رمز المكالمات الدولي                                      | +32                                                                                 | +7                                      |
| رمز الإنترنت                                              | .be                                                                                 | .ru، .рф، .рус ‏، .su                    |
| المنطقة الزمنية                                           | توقيت وسط أوروبا، ت ع م+01:00، ت ع م+02:00، توقيت وسط أوروبا الصيفي، أوروبا/بروكسل ‏ | Magadan Time ‏، ت ع م+02:00، ت ع م+12:00 |

## مدن متوأمة
في ما يلي قائمة باتفاقيات التوأمة بين مدن بلجيكية وروسية:
- ترتبط أنتويرب مع سانت بطرسبرغ باتفاقية توأمة منذ 1963.
- ترتبط لياج مع فولغوغراد باتفاقية توأمة منذ 1955.
- ترتبط بروكسل مع موسكو باتفاقية توأمة منذ 1 يونيو 1992.

## منظمات دولية مشتركة
يشترك البلدان في عضوية مجموعة من المنظمات الدولية، منها:
| علم المنظمة | اسم المنظمة                        | تاريخ انضمام بلجيكا | تاريخ انضمام روسيا |
| ----------- | ---------------------------------- | ------------------- | ------------------ |
|             | اتفاقية السماوات المفتوحة          | ?                   | ?                  |
|             | منظمة التجارة العالمية             | ?                   | 22 أغسطس 2012      |
|             | الأمم المتحدة                      | 27 ديسمبر 1945      | 24 أكتوبر 1945     |
|             | الاتحاد الدولي للاتصالات           | 1866                | 1866               |
|             | مجلس أوروبا                        | ?                   | 28 فبراير 1996     |
|             | يونسكو                             | 29 نوفمبر 1946      | 21 أبريل 1954      |
|             | الاتحاد البريدي العالمي            | ?                   | ?                  |
|             | مؤسسة التنمية الدولية              | 2 يوليو 1964        | 16 يونيو 1992      |
|             | منظمة حظر الأسلحة الكيميائية       | ?                   | ?                  |
|             | نظام تحكم تكنولوجيا القذائف        | 1990                | 1995               |
|             | منظمة الشرطة الجنائية الدولية      | ?                   | 27 سبتمبر 1990     |
|             | وكالة ضمان الاستثمار متعدد الأطراف | 18 سبتمبر 1992      | 29 ديسمبر 1992     |
|             | المنظمة الهيدروغرافية الدولية      | ?                   | ?                  |
|             | مؤسسة التمويل الدولية              | 27 ديسمبر 1956      | 12 أبريل 1993      |
|             | البنك الدولي للإنشاء والتعمير      | 27 ديسمبر 1945      | 16 يونيو 1992      |
|             | مجموعة الموردين النوويين           | ?                   | ?                  |
|             | الفريق المعني برصد الأرض           | ?                   | ?                  |
|             | منظمة الأمن والتعاون في أوروبا     | 25 يونيو 1973       | 1992               |

## أعلام
هذه قائمة لبعض الشخصيات التي تربطها علاقات بالبلدين:
- باتريك باوتشاو (ممثل بلجيكي، 6 ديسمبر 1938[26][27] – )
- ديان فون فورستنبرغ (31 ديسمبر 1946[28][29] – )
- ديرك ميدفيد (لاعب كرة قدم بلجيكي، 15 سبتمبر 1968[30] – )
- ريك أليسون (مغني بلجيكي، 17 يوليو 1964 – )
- سيرجي كيسلياك (دبلوماسي روسي، 7 سبتمبر 1950 – )
- فيتالي تشوركين (ديبلوماسي روسي، 21 فبراير 1952 – 20 فبراير 2017)
- لوسيان اوليفيه (1838[31] – 14 نوفمبر 1883[31])
- ناتاشا امل (ممثلة بلجيكية، 4 سبتمبر 1968[32] – )
- نيكولاي أفاناسفسكي (1 أكتوبر 1940 – 23 يونيو 2005)

## وصلات خارجية
- موقع وزارة الخارجية البلجيكية
- موقع وزارة الخارجية الروسية